# The Driver of the Deadwood Coach
The Driver of the Deadwood Coach è un cortometraggio muto del 1912 diretto da George Melford e prodotto dalla Kalem.

## Produzione
Il film, prodotto dalla Kalem Company, fu girato a Glendale, in California.

## Distribuzione
Distribuito dalla General Film Company, il film - un cortometraggio di una bobina - uscì nelle sale cinematografiche statunitensi il 7 dicembre 1912.